# Blutsbrüder teilen alles
Blutsbrüder teilen alles ist ein österreichisches Jugend-Kriegsdrama aus dem Jahr 2012, das Autor und Regisseur und Wolfram Paulus aus der Sicht der Jugendlichen erzählt.

## Handlung
Das Kriegsjahr 1944: längst bombardieren die Alliierten Österreich und die pubertierenden Freunde Ferry und Alex erleben das letzte Jahr des Zweiten Weltkrieges. Die beiden Dreizehnjährigen landen im Rahmen der Kinderlandverschickung mit etlichen anderen Kindern im tschechischen Kurort Nymburk. Der Chor von Herrn Hofmann, die Liebe zu einer Animierdame und Alex’ jüdische Herkunft, aber auch Gewalt und Politik stellen ihre Freundschaft auf eine harte Probe.

## Hintergrund
Der Film wurde von 11. Juli 2011 bis 31. August 2011 an verschiedenen Orten in Rumänien gedreht und am 8. Mai 2012 im Rahmen des Deutschen Kinder Medien Festivals Goldener Spatz erstmals aufgeführt.
Wolfram Paulus greift in diesem Film die Thematik der Kinderlandverschickung auf, in der während des Zweiten Weltkrieges Kinder aus den bombengefährdeten Gebieten des Deutschen Reiches in ruhigere Zonen, vorwiegend in besetzte Gebiete verfrachtet wurden.